# Site archéologique de Doña Blanca

Sites historiques autour de Cadix, avec Doña Blanca en haut à droite

Le site archéologique de Doña Blanca est situé dans la localité de Sidueña dans la commune d'El Puerto de Santa María en Andalousie (Espagne). Il inclut plusieurs éléments, avec une occupation allant de la protohistoire à nos jours.

## Localisation
Le site est sur le côté sud de la route A-2002, à 7 km au nord-est du centre d'El Puerto de Santa María. Jerez de la Frontera est à environ 5 km au nord-est.
Il se trouve sur les pentes et le sommet de la sierra de San Cristóbal, qui sépare la zone maritime de la campagne. Cette sierra culmine à environ 130 mètres d'altitude ; mais cette faible élévation est suffisante pour offrir un large panorama vers l'intérieur et surtout sur le littoral.

## Description
La zone archéologique inclut plusieurs éléments : le village de Dehesa, daté de l'âge du cuivre; les carrières, utilisées de la protohistoire au XVIIIe siècle ; le village de la Sierra de San Cristóbal, du IVe siècle av. J.-C., avec des habitations et des installations de caractère industriel ; le bourg du château de doña Blanca, un monticule artificiel avec 7 à 8 mètres de niveaux archéologiques de remplissage et une occupation continue du VIIIe siècle av. J.-C., et la nécropole de Las Cumbres, sur le versant sud de la Sierra de San Cristóbal, avec des enfouissements groupés sur des élévations naturelles ou des monticules.

## Histoire
L'endroit a été occupé de l'âge du cuivre jusqu'à la conquête romaine.
Les fouilles n'ont commencé qu'en 1979 ; elles ont été poursuivies jusqu'en 1991. Au vu des découvertes réalisées, en mai 1990 le Ministère de la Culture a acquis les terrains du site de doña Blanca.

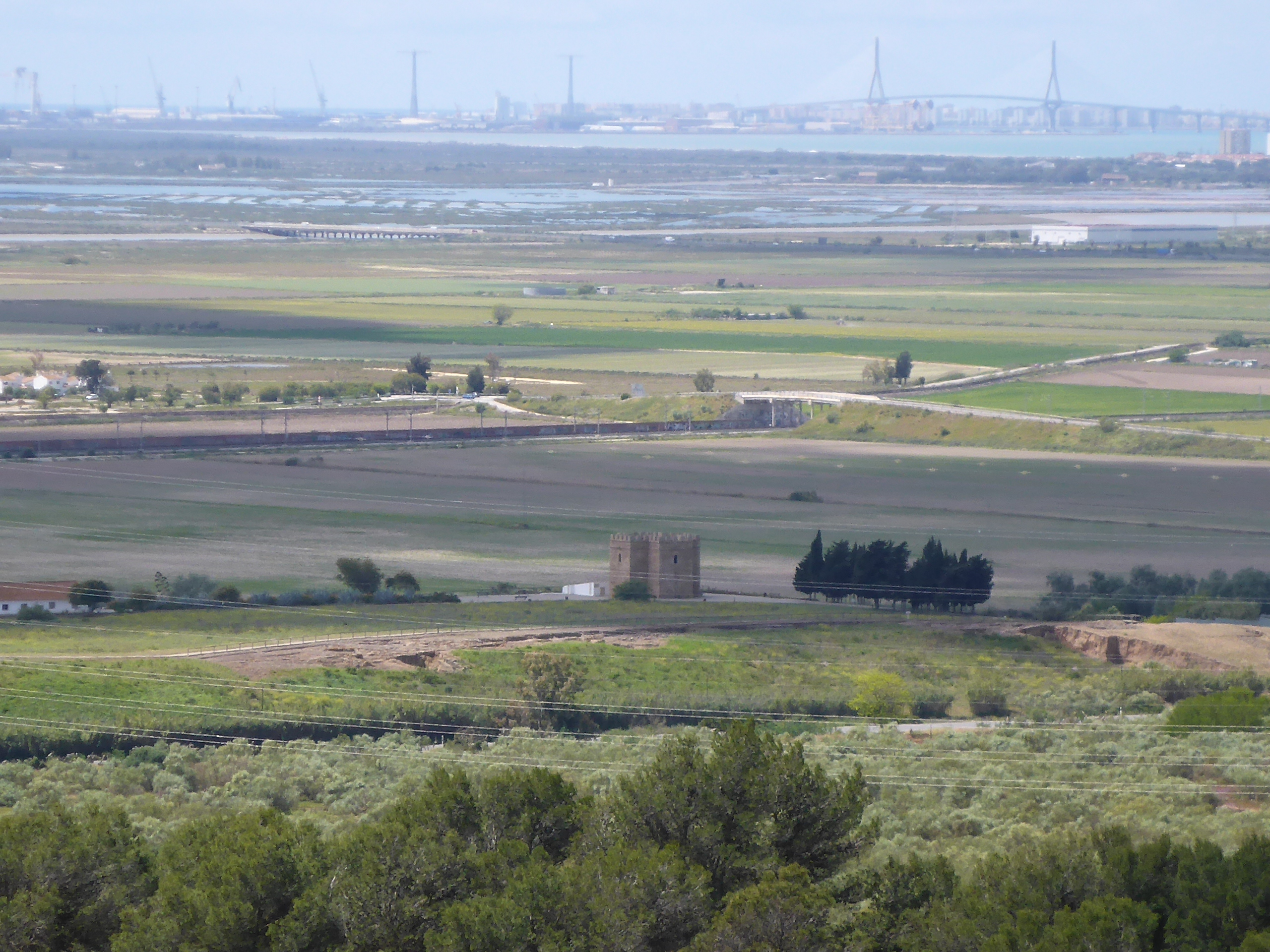
Vue vers le sud-ouest et vers El Puerto de Santa Maria
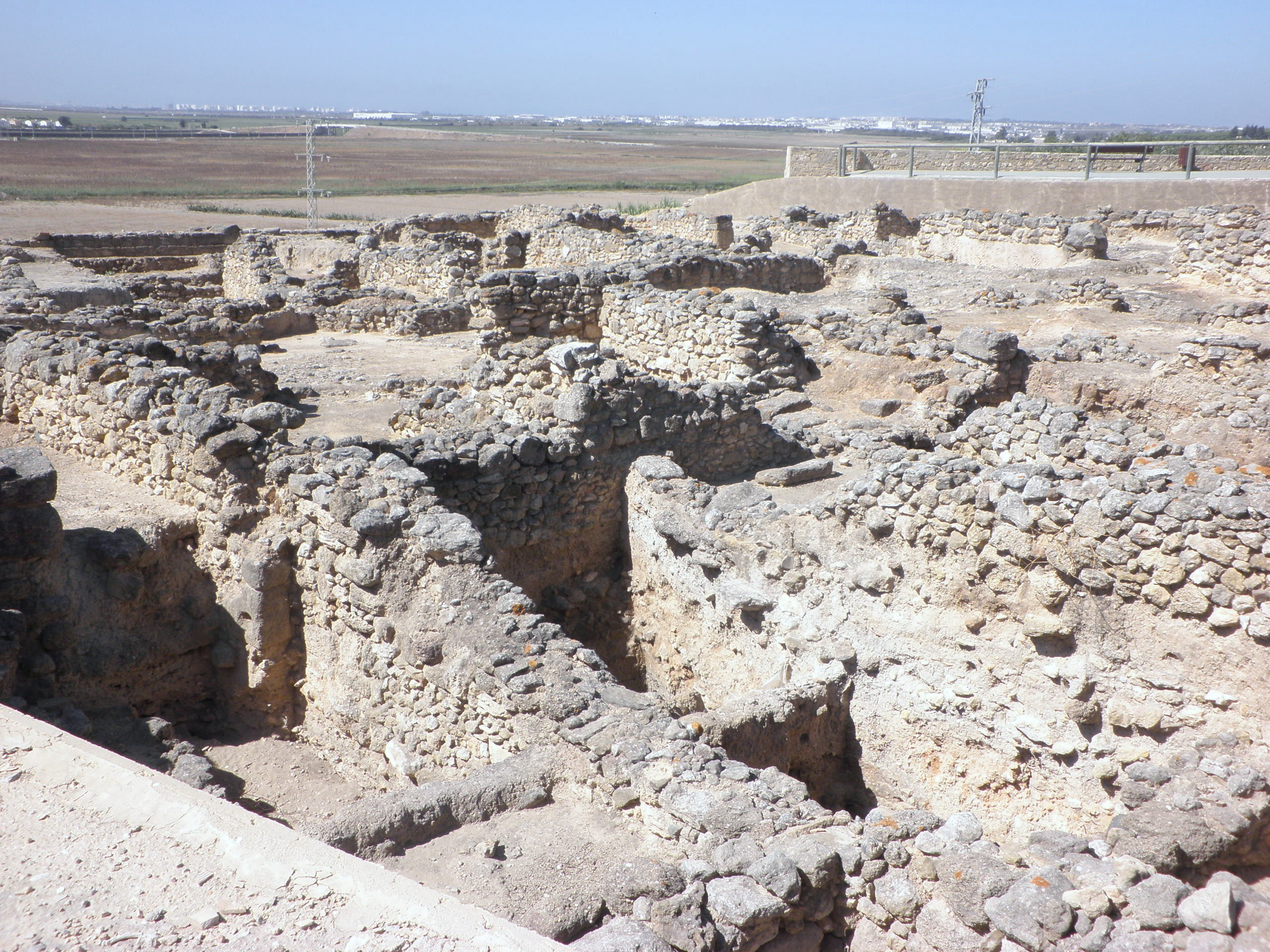
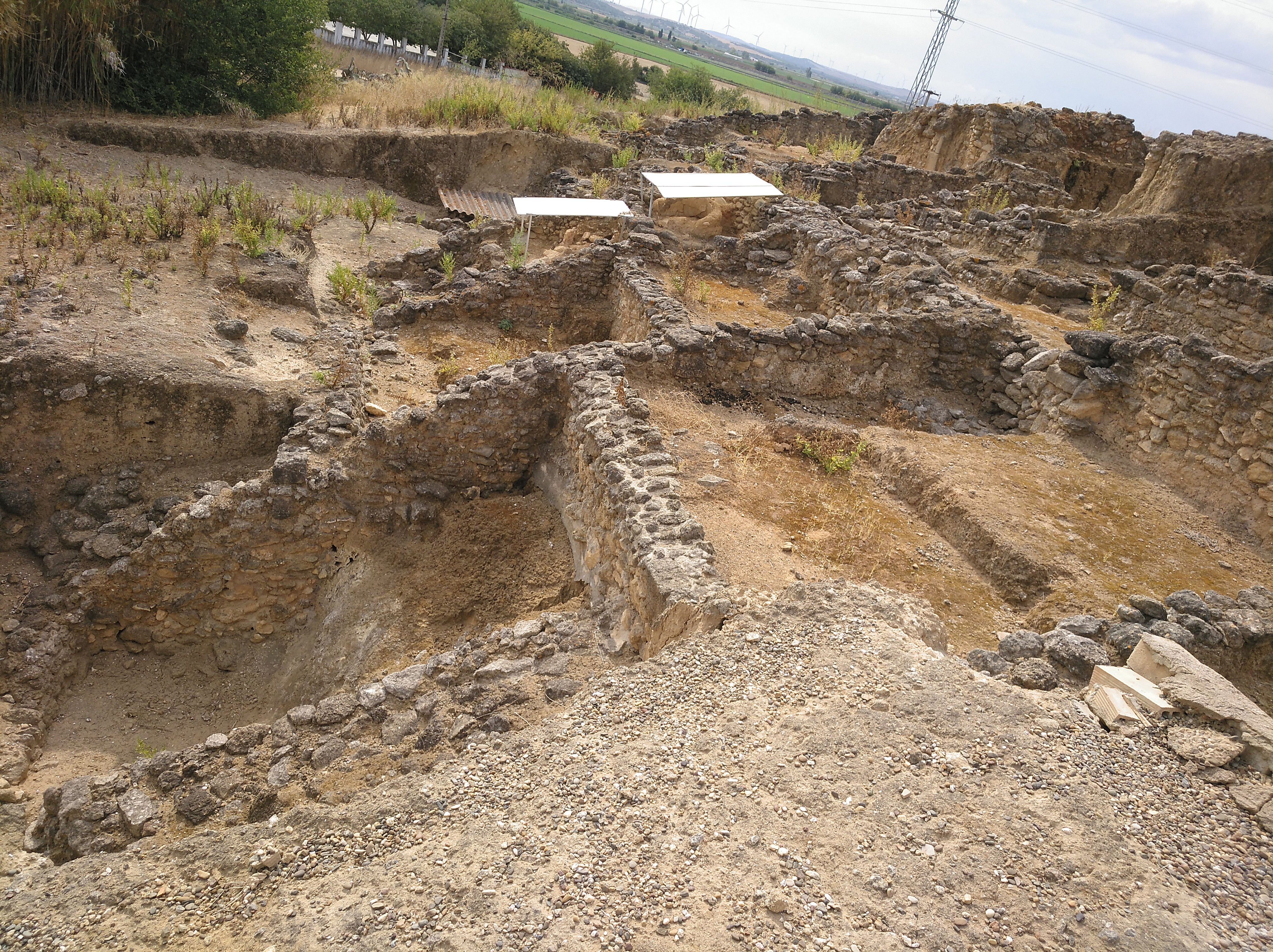
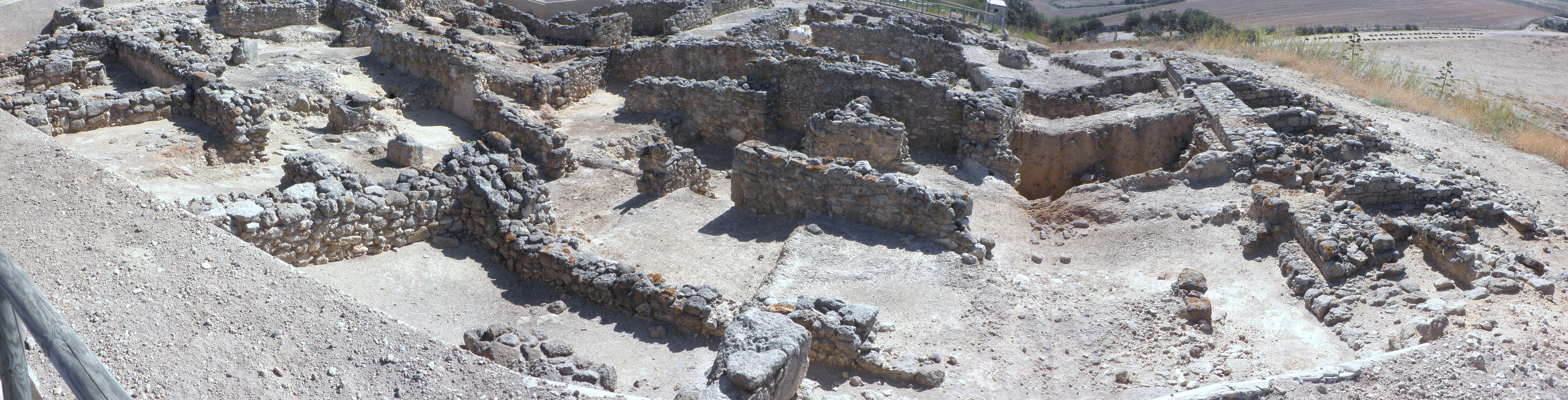
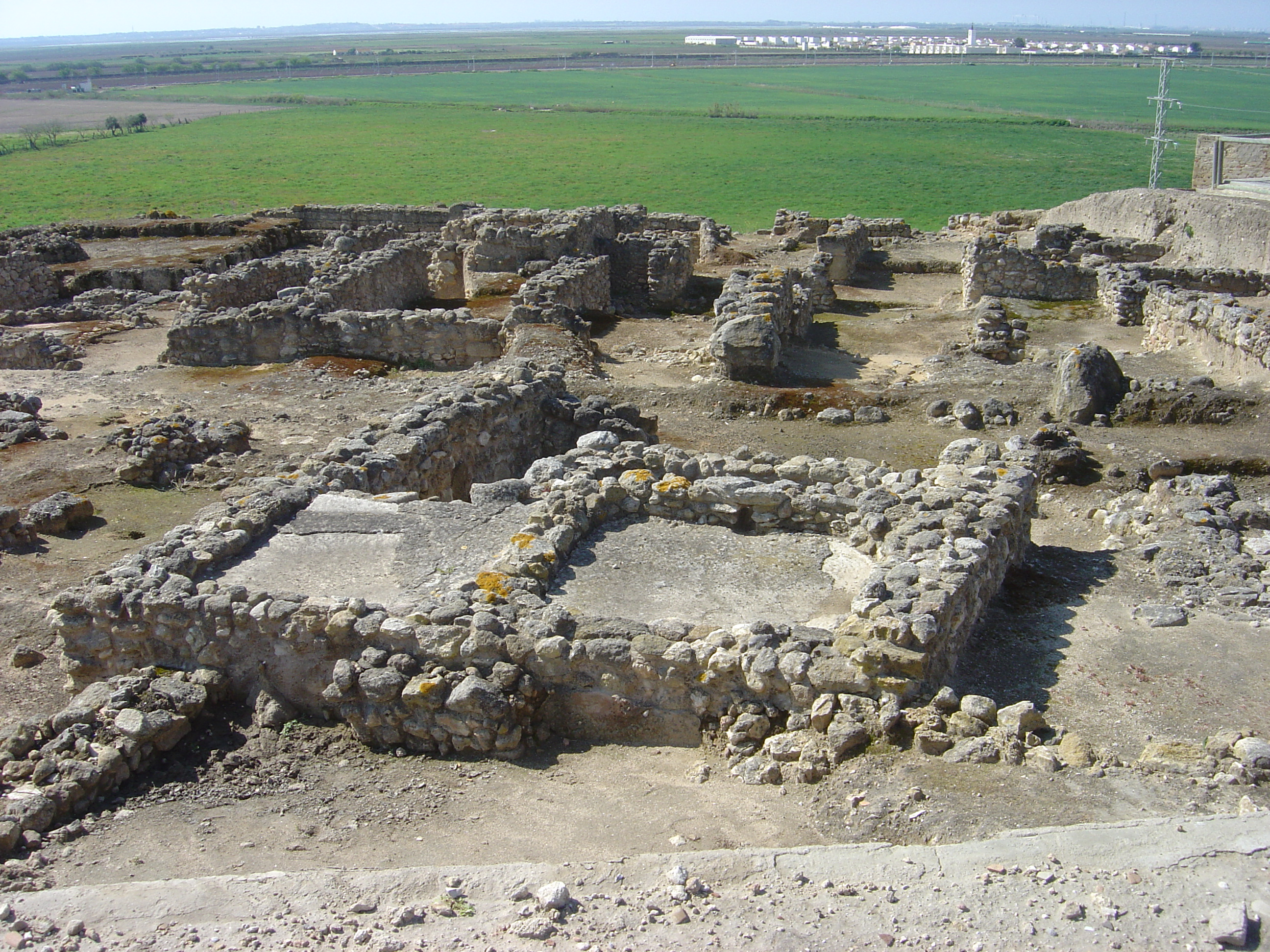
Aires de décantation de liquides
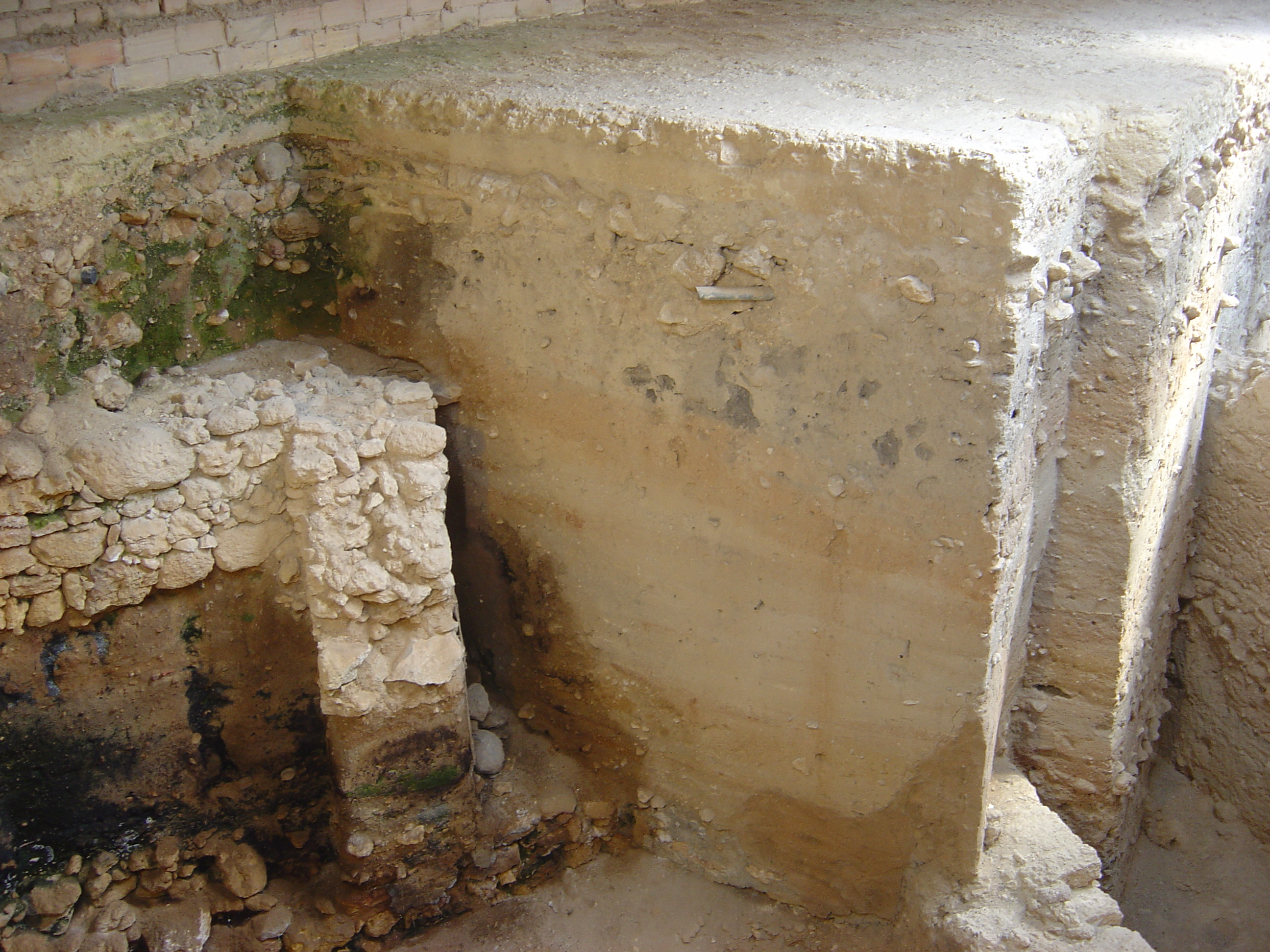
Stratigraphie du site
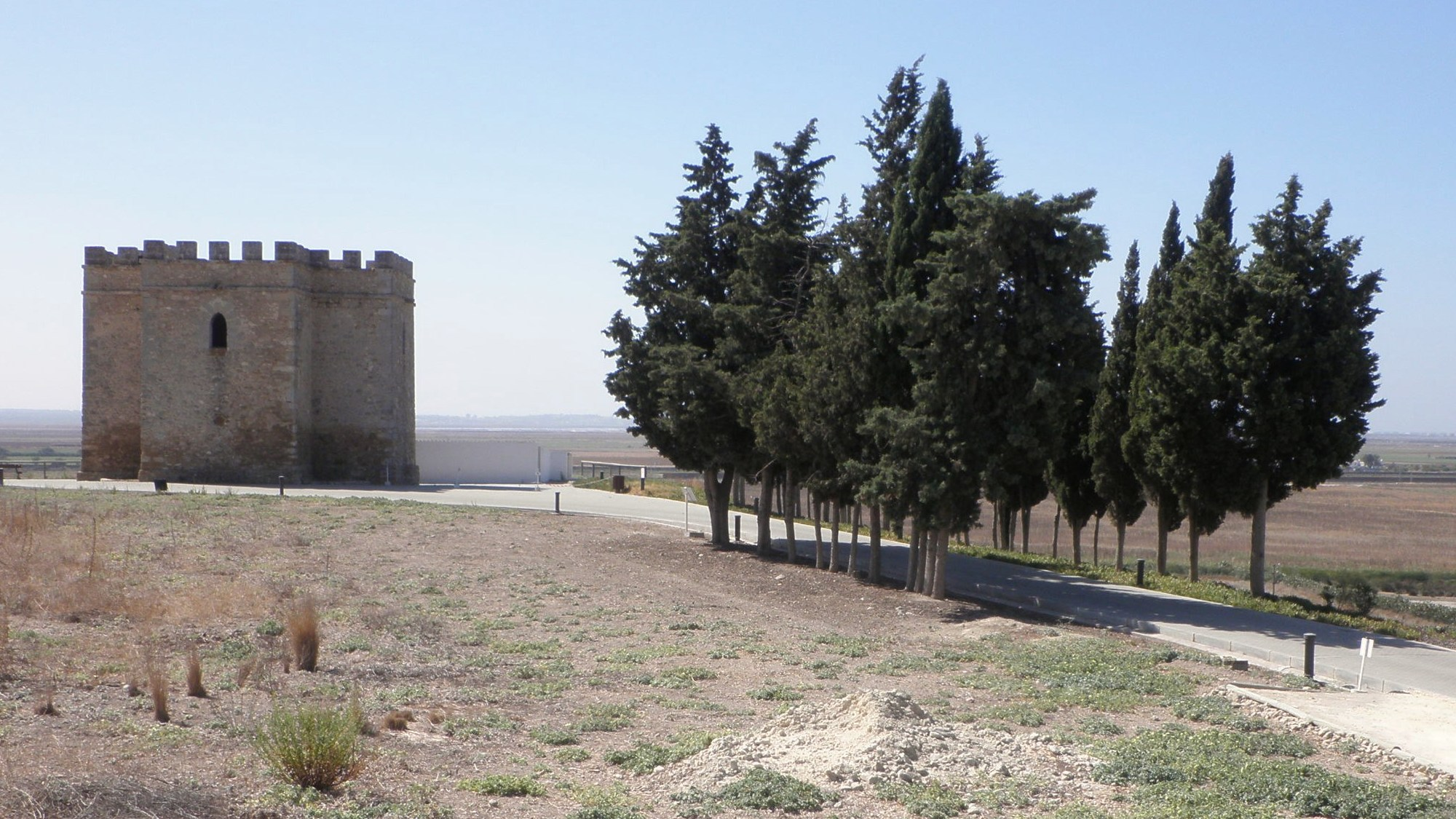
Tour de Doña Blanca
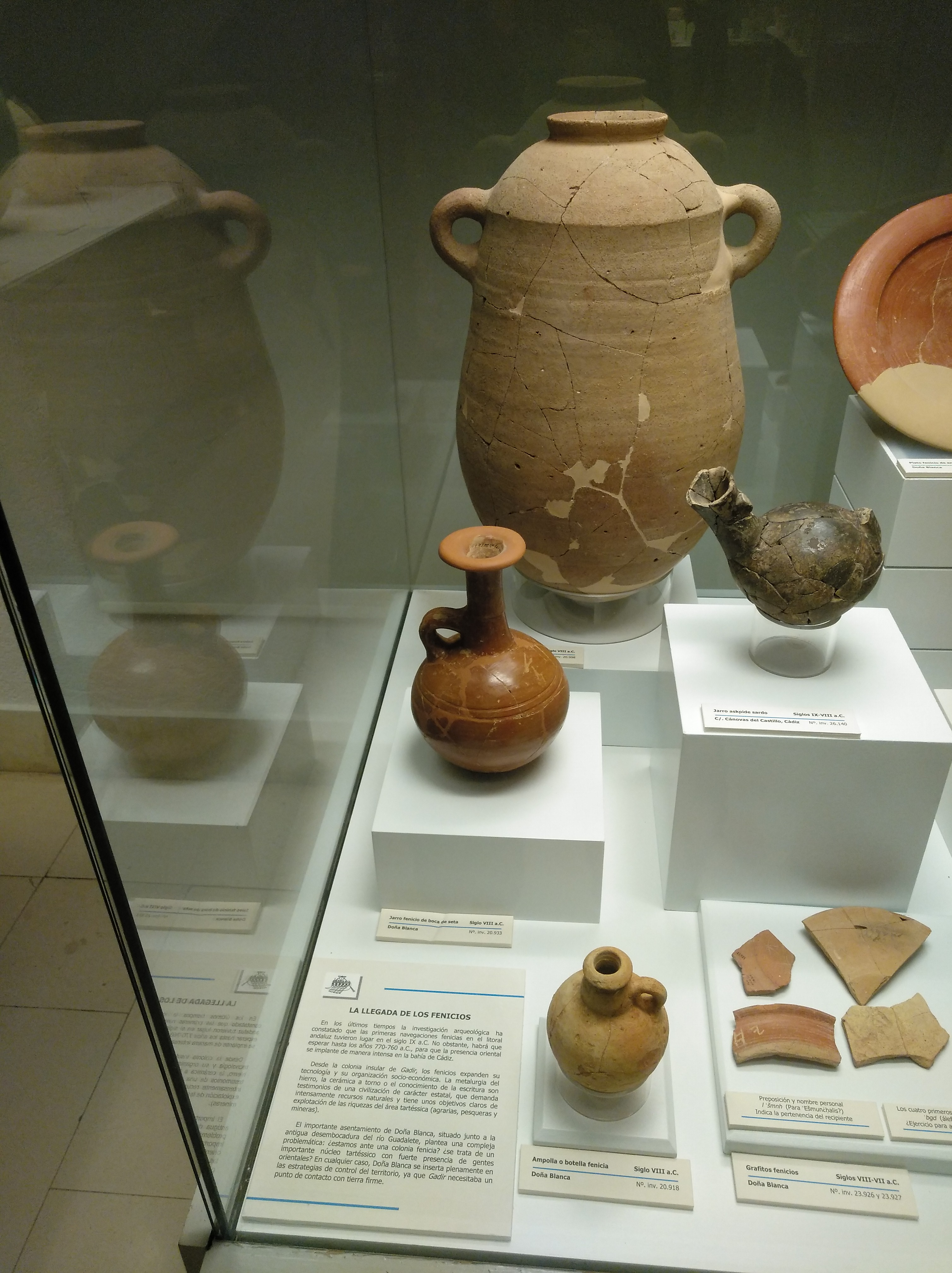
Collection du site au musée de Cadix (es)
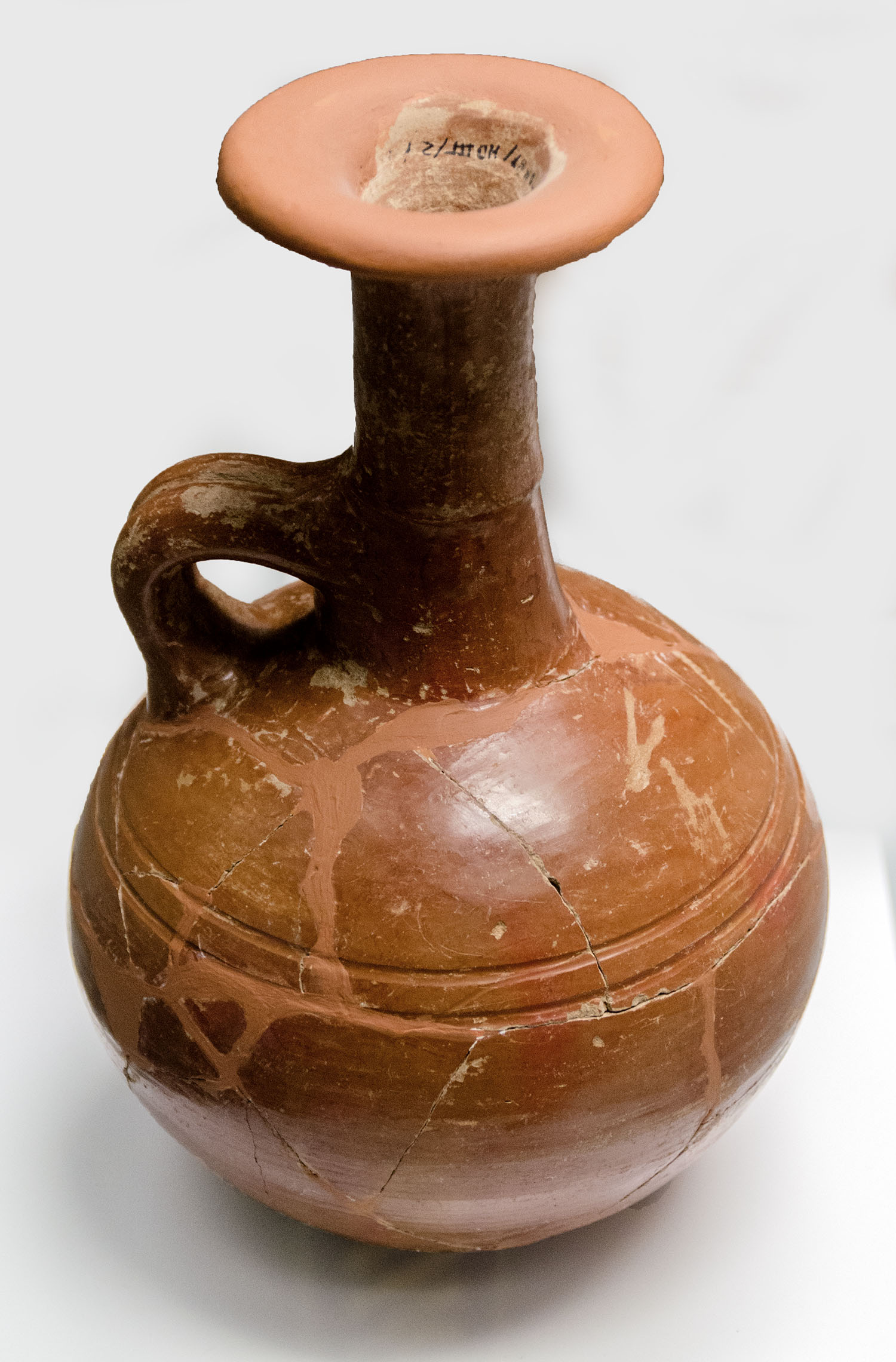
Vase de l'époque phénicienne archaïque, VIIIe siècle av. J.-C.
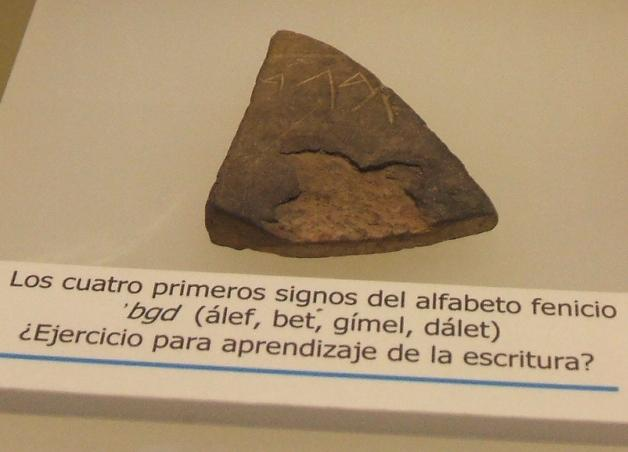
Les 4 premiers signes de l'alphabet phénicien

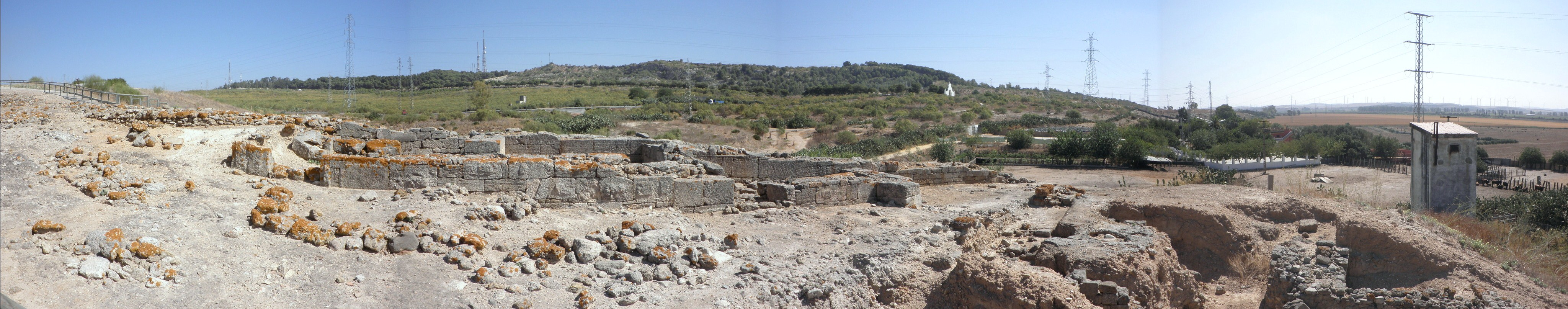

## Protection
La zone archéologique « Castillo de doña Blanca » incluait de longue date plusieurs sites déclarés individuellement : 
La tour maure (Torre de doña Blanca), souvent appelée "château", est protégée au titre de la protection des châteaux espagnols par le décret du 22 avril 1949.
Le "château de doña Blanca" est déclaré par arrêté royal du 4 février 1981 (publié au « Bulletin officiel de l'État » du 10 mars 1981).
Le village de las Cumbres est déclaré Bien d'intérêt culturel par la résolution du 5 mai 1986 (publié au Boletín Oficial de la Junta de Andalucía n° 45 du 20 mai 1986) et dans le "Boletín Oficial del Estado" numéro 43, du 19 mars 1987.
Le site - incluant la tour maure - a été déclaré monument historico-artistique national par décret du 3 août 1981, mais sans définir les limites du site qui n'ont été définies que par décret du 16 juillet 1999.